# Грін (округ, Кентуккі)
Шаблон:StateAbbr_ 37°16′ пн. ш. 85°33′ зх. д. / 37.26° пн. ш. 85.55° зх. д.
Округ  Грін (англ. Green County) — округ (графство) у штаті  Кентуккі, США. Ідентифікатор округу 21087.

## Історія
Округ утворений 1792 року.

## Демографія
За даними перепису 
2000 року 
загальне населення округу становило 11518 осіб, усе сільське.
Серед мешканців округу чоловіків було 5669, а жінок — 5849. В окрузі було 4706 домогосподарств, 3379 родин, які мешкали в 5420 будинках.
Середній розмір родини становив 2,87.
Віковий розподіл населення поданий у таблиці:
| Стать    | До 15 років | 15-21 | 22-29 | 30-39 | 40-49 | 50-65 | 65-85 | Понад 85 |
| -------- | ----------- | ----- | ----- | ----- | ----- | ----- | ----- | -------- |
| Чоловіки | 1130        | 555   | 531   | 776   | 838   | 1029  | 742   | 68       |
| Жінки    | 999         | 478   | 489   | 811   | 869   | 1061  | 958   | 184      |

## Суміжні округи
- Леру — північ
- Тейлор — північний схід
- Адер — південний схід
- Меткаф — південний захід
- Гарт — захід

## Виноски
1. ↑  U.S. Decennial Census. United States Census Bureau. Архів оригіналу за 26 квітня 2015. Процитовано 14 серпня 2014.
2. ↑  Historical Census Browser. University of Virginia Library. Архів оригіналу за 11 серпня 2012. Процитовано 14 серпня 2014.
3. ↑  Population of Counties by Decennial Census: 1900 to 1990. United States Census Bureau. Архів оригіналу за 13 жовтня 2014. Процитовано 14 серпня 2014.
4. ↑  Census 2000 PHC-T-4. Ranking Tables for Counties: 1990 and 2000 (PDF). United States Census Bureau. Архів оригіналу (PDF) за 18 грудня 2014. Процитовано 14 серпня 2014.
5. ↑  State & County QuickFacts. United States Census Bureau. Архів оригіналу за 7 червня 2011. Процитовано 6 березня 2014.(англ.) Наведено за англійською вікіпедією.
6. ↑  American FactFinder. Бюро перепису населення США. Архів оригіналу за 26 лютого 2012. Процитовано 31 січня 2008.

| США | Це незавершена стаття з географії США. Ви можете допомогти проєкту, виправивши або дописавши її. |